# Consell Cívic d'Organitzacions Populars i Indígenes d'Hondures
El Consell Cívic d'Organitzacions Populars i Indígenes d'Hondures (COPINH) és una organització hondurenya dedicada a la conservació del medi ambient a Intibucá i a la defensa de la cultura lenca.

## Història
El COPINH va ser fundat el 27 de març de 1993 per diverses persones, entre elles l'ecologista i activista Berta Cáceres, assassinada el 2016.
Va establir aliances amb altres organitzacions, com l'Organització Fraternal Negra d'Hondures (OFRANEH), amb qui comparteix visions, treball, cultura ancestral i horitzons.
L'organització condemna un model econòmic, polític i social extractivista, que explota a la majoria de la població hondurenya i exerceix la violència contra les persones. El 2011, l'OFRANEH i el COPINH van coordinar i van establir una Assemblea Constituent de Pobles Indígenes i Negres.

## Atacs contra els seus membres
Els seus membres han estat amenaçats, perseguits i assassinats des de la seva fundació:

### Persecucions i assetjament
| Data               | Nom de la víctima                                                  | Modus operandi |
| ------------------ | ------------------------------------------------------------------ | --- |
| 19 d'abril de 2016 | Delegació internacional i nacional que commemorava a Berta Cáceres | Un grup de 30 persones els va atacar usant matxets i tirant-los pedres, i almenys nou persones van resultar ferides. A més, van amenaçar el nou coordinador del COPINH, el dirigent lenca Tomás Gómez |

### Atacs armats
| Data               | Nom de la víctima               | Modus operandi |
| ------------------ | ------------------------------- | --- |
| 15 de juny de 2012 | Juan Vásquez i Sotero Chavarría | Homes armats van disparar contra ells en tornar d'unes negociacions sobre un conflicte de terres                                                                                    |
| 6 de maig de 2016  | Alexander García Sorto          | Enedicto Alvarado va disparar contra García davant del seu domicili a Llano Grande, Colomoncagua. L'agressor va ser capturat i alliberat, ara diu que ha «d'acabar de matar» García |
| 8 de maig de 2016  | Tomás Gómez Membreño            | Van ser perseguits per personal militar en un vehicle que va intentar treure'ls del camí                                                                                            |

### Assassinats
| Data                | Nom de la víctima           | Modus operandi |
| ------------------- | --------------------------- | --- |
| 3 de març de 2016   | Berta Cáceres               | Sicaris amb armes de foc van entrar a la seva casa de nit i la van assassinar a sang freda                                                                                          |
| 16 de març de 2016  | Nelson García               | Va ser assassinat després de tornar a casa després d'un violent desallotjament perpetrat per la Policia Militar d'Ordre Públic i el Comando Especial Cobras al municipi de Riu Bufó |
| 6 de juliol de 2016 | Lesbia Yaneth Urquía Urquía | Va ser segrestada a la vesprada mentre anava en bicicleta i assassinada. El seu cos va ser trobat en un abocador a Marcala, La Paz.                                                 |

L'1 de juliol de 2017, el COPINH va denunciar que la seva nova líder Berta Zúñiga Cáceres, filla de Berta Càceres, va sofrir un intent d'atemptat al costat d'altres dos membres de l'organització, Asunción Martínez i Sotero Chavarría, quan tornaven d'una activitat comunitària.